# جيانكارلو أبيتي
جيانكارلو أبيتي (بالإيطالية: Giancarlo Abete)‏‏ (26 أغسطس 1950 في روما - ) رائد أعمال، وسياسي من إيطاليا.

## الجوائز
- وسام استحقاق الجمهورية الإيطالية